# Dom Opolanka w Gdyni
Dom Opolanka – zabytkowy dom wielorodzinny w Gdyni. Jeden z najstarszych domów czynszowych Kamiennej Góry.
Został zbudowany w latach 1936–1939 dla rodziny Dutkiewiczów − lekarza Wincentego Dutkiewicza, jego żony Anny z Kinelów i córki Wandy Dutkiewiczówny. Opolankę zaprojektowali Włodzimierz Prochaska i Tadeusz Jędrzejewski. Budowę rozpoczęto już w 1931 roku, z uwagi na problemy z uzyskaniem pożyczki budowa została wstrzymana na ok. 1 rok. Ostatecznie budynek ukończono najprawdopodobniej w 1936r. Nie wiadomo dokładnie kiedy zasiedlono budynek, bazując jednak na książce adresowej Gdyni z 1938 roku wiadomo, że mieszkańcami były osoby różnego stanu, wykształcenia i wieku. 
Podczas II wojny światowej dom został znacznie uszkodzony – m.in. w pd-zach części budynku powstała wyrwa. Po wojnie w Opolance mieszkał Zygmunt Beczkowicz − senator II RP w latach 1935-39.
W okresie PRL-u istniało ryzyko znacjonalizowania tak dużego budynku mieszkalnego. Jednak dzięki staraniom właścicielki – adwokat Wandy Dutkiewiczówny (później po mężu Nosalskiej) i jej wiedzy z dziedziny prawa, wieloletnia walka o pozostawienie budynku w jej rękach została przez nią wygrana. Wanda Nosalska, pochodząca z Łodzi i zamieszkująca tam na stałe, nie mogła w latach powojennych uzyskać zgodny na zamianę swego łódzkiego mieszkania przy ul. Piotrkowskiej na jedno z mieszkań w Opolance. Dopiero pod koniec lat 60. władze zgodziły się na zamianę i przeniesienie na stałe do Gdyni. Skomplikowana sytuacja prawna źle wpłynęła na stan budynku, niszczał on, a zarówno właścicielka, jak i lokatorzy nie byli chętnie ponosić wydatków. Na przestrzeni lat budynek był poddawany doraźnym drobnym remontom, a w latach 70. udało się  wyremontować część elewacji. Od 1979 budynek widnieje do rejestrze zabytków. Wanda Nosalska zmarła w 1985 roku, a jako jedynaczka i osoba bezdzietna spadkobiercami uczyniła córki swojego rodzeństwa stryjecznego.
Po roku 1989, dzięki zmianom ustrojowym, spadkobiercy mieli szansę odzyskać budynek. Ale choć formalnie spadkobiercy byli właścicielami obiektu, nie mogli nim swobodnie dysponować, a regulowane czynsze uniemożliwiały zebranie kwoty wystarczającej na przeprowadzenie remontu. W końcu lat 90. lokatorzy zaczęli się wyprowadzać ze swoich lokali. Ostatni lokatorzy kwaterunkowi opuścili Opolankę w 2008 roku. Obecnie (2017 r.) obiekt jest w rękach spadkobierców – właścicielami wszystkich mieszkań jest bliższa bądź dalsza rodzina Wandy Nosalskiej. 
W roku 2006 dzięki staraniom spadkobierców udało się złożyć do Urzędu Miasta Gdyni wniosek o dotacje na remont budynku, który został rozpatrzony pozytywnie − władze miasta z pełnym poparciem Miejskiego Konserwatora Zabytków przyznały dotacje w wysokości 75% planowanych wydatków. Prace zostały rozpoczęte w marcu 2008 i zakończone po ok. 5 miesiącach. Mimo że ostateczne koszty remontu przewyższyły planowane w 2006 roku wydatki, remont udało się sfinalizować - około 55% kosztów poniosło miasto, a 45% właściciele.